# Instituto de Ciência de Tóquio
O Instituto de Ciência de Tóquio (東京科学大学, Tōkyō Kagaku Daigaku), muitas vezes chamado de Science Tokyo ou Kagakudai (科学大, Kagakudai), é uma das maiores instituições pública de ensino superior no Japão dedicado à ciência e tecnologia.
Foi criada a 1 de outubro de 2024 pela fusão da Instituto Tecnológico de Tóquio (Tokyo Tech) e da Universidade de Medicina e Odontologia de Tóquio (TMDU).

## Campus
A Science Tokyo tem seis campus na área da Grande Tóquio, três da antiga Tokyo Tech (Ookayama, Suzukakedai e Tamachi) e três da antiga TMDU (Yushima, Kokufudai e Surugadai).

## Escolas e divisões

### Divisão de Ciência e Engenharia
- Escola de Ciências
- Escola de Engenharia
- Escola de Materiais e Tecnologia Química
- Escola de Ciência da Computação
- Escola de Ciências e Tecnologia da Vida
- Escola de Ambiente e Sociedade

### Divisão de Ciências Médicas e Dentárias
- Faculdade de Medicina
- Faculdade de Medicina Dentária
- Instituto de Artes Liberais
- Escola Superior de Ciências Médicas e Dentárias
- Escola de Pós-Graduação em Ciências da Saúde

## Prémio Nobel

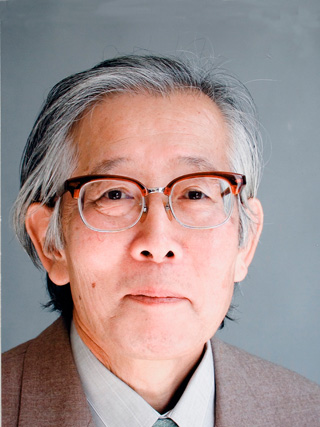
Hideki Shirakawa (白川 英樹), químico, Prémio Nobel da Química de 2000
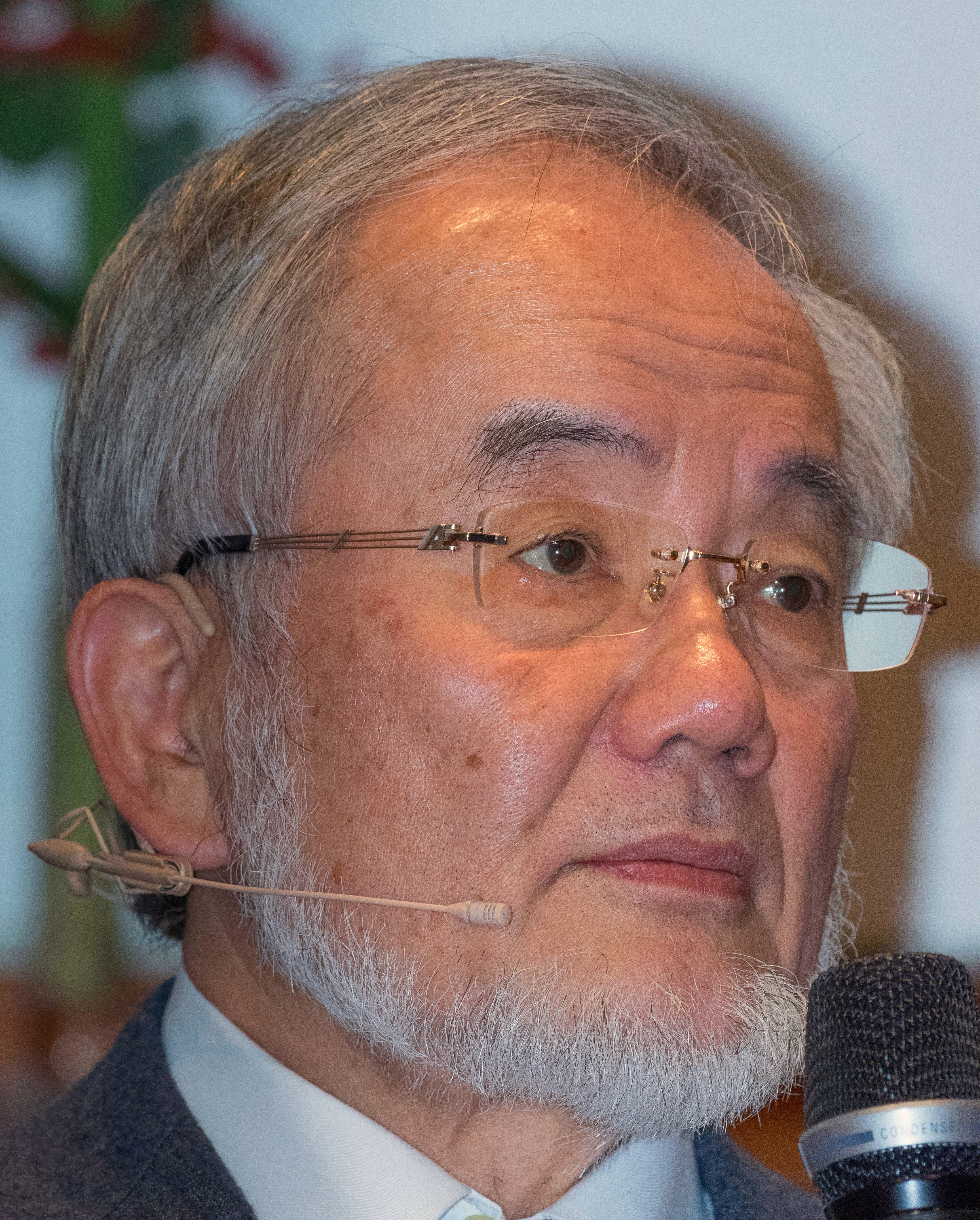
Yoshinori Ohsumi (大隅 良典), Professor, biólogo celular, Prémio Nobel da Fisiologia ou Medicina 2016